# 埿部視枳
埿部 眡枳（はつかしべ の しき）は、飛鳥時代の人物。672年の壬申の乱で大海人皇子（天武天皇）側につき、大津皇子の脱出行に同行した。

## 出自
埿は「泥土」とも書き、泥土を材料に製作することをいい、埿部は職業部の一つで瓦の製造・石灰の焼成等を職業とした品部である。天武朝において大和埿部の伴造家と考えられる埿部造が連姓を賜与されており、また、平安時代には山城国（乙訓郡）と摂津国（有馬郡）にそれぞれ羽束（はつかし）郷があったが、埿部眡枳の出自は不明である。

## 経歴
壬申の乱の勃発時、埿部眡枳は近江大津宮がある大津にいたらしい。大海人皇子が挙兵を決めたとき、その子・高市皇子と大津皇子は敵の本拠である大津を脱し、二手に分かれて父のあとを追った。このうち大津皇子の一行は25日深夜に伊勢国の鈴鹿関に到達し、翌朝朝明郡の迹太川の辺で合流を果たした。埿部眡枳はこの一行の中にいた。ともに朝明郡に辿り着いたのは、大分恵尺、難波三綱、駒田忍人、山辺安摩呂、小墾田猪手、大分稚臣、根金身、漆部友背であった。この後の内戦で埿部眡枳が果たした活動については記録がない。